# Panait Istrati
Panait Istrati ou Panaït Istrati (10 Agosto 1884 – 18 Abril 1935) foi um escritor romeno que escreveu sobretudo em francês.

## Biografia
Nasceu em Brăila, filho de Joiţa Istrate, uma lavadeira, e um contrabandista grego da Cefalónia (que ele nunca conheceu). Ele estudou apenas seis anos de escola primária (tendo repetido dois anos) e começou de seguida a trabalhar, primeiro numa taverna e depois em vários trabalhos, incluindo vendedor ambulante. Apesar da sua curta educação, ele era um grande leitor e começou a escrever por volta de 1907, enviando artigos e contos curtos para jornais socialistas. Istrati envolveu-se seriamente em política, defendendo ideais socialistas, organizando greves e escrevendo artigos. 
Istrati levou uma vida de aventura, em 1910 ele inicia a sua vida de viajante, tendo viajado por Bucareste, Istambul, Cairo, Nápoles e Paris (1913-14). Ele sofre de tuberculose e faz uma estadia na Suíça com a intenção de se tratar. Foi aqui que ele faz amizade com Josué Jéhouda que se torna seu professor de francês. Em 1915 volta à Roménia por um período curto onde se dedica a criar porcos. Estes anos de viagens foram marcados por dois casamentos infelizes e longos períodos de vagabundagem.
Vivendo na miséria, doente e deprimido, ele tenta suicidar-se sem sucesso em 1921. Depois desta tentativa, ele escreve ao escritor francês Romain Rolland, por quem tem uma grande admiração. Rolland responde-lhe e fascinado pela vida aventurosa de Istrati incentiva-o a escrever. Em 1923 é publicado Kyra Kyralina (com prefácio de Rolland) o primeiro livro do ciclo Adrien Zograffi.
Em 1927, Istrati visita a União Soviética pela primeira vez, assistindo às celebrações da Revolução de Outubro. Ele volta a este país nos anos de 1928 e 1929, viajando desta vez extensivamente e tomando conhecimento directo dos excessos da ditadura estalinista. Ele escreve Vers l'autre flamme, confession pour vaincus, o primeiro livro a fazer a denúncia destes excessos. Ele foi assim o primeiro intelectual socialista a demonstrar a sua desilusão com o regime soviético, antes de Koestler, Gide, ou George Orwell. As suas críticas ao regime soviético geram problemas com os seus aliados socialistas.
Isolado e sem proteção, ele é várias vezes atacado pelo esquadrões da Guarda de Ferro, um grupo político ultra-nacionalista e fascista romeno que existiu de 1927 até ao final da II Guerra. Ele morre de tuberculose num sanatório em Bucareste.

## Obras

### Ciclo Adrien Zograffi
- Kyra Kyralina (ou Chira Chiralina)
- O tio Ângelo - no original Oncle Anghel
- The Haiduks (ou The Bandits)
- Presentation of the Haiduks (or Presentation of the Bandits)
- Domnitza de Snagov

### Infância de Adrien Zograffi
- Codine (ou Codin, Kodin)
- Michael (or Mikhaïl)
- Mes Départs
- The Sponge-Fisher

### Vida de Adrien Zograffi
- The Thüringer House
- Le Bureau de Placement
- Mediterranean (Sunrise)
- Mediterranean (Sunset)

### Outras obras
- Kyr Nicolas
- The Perlmutter Family
- 'Nerantula (or Neranțula, Nerantsoula, Nerrantsoula)
- The Thistles of the Bărăgan (or Ciulinii Bărăganului)
- To the Other Flame and The Confession of a Loser
- Tsatsa-Minnka'